# Dietmar von Hoyningen-Huene
Dietmar von Hoyningen-Huene (* 4. Juni 1943 in Litzmannstadt) ist ein deutscher Verfahrenstechniker. Er war von 1985 bis 2007 Rektor der Hochschule Mannheim.

## Leben
Die Familie Hoyningen-Huene ist eine baltische Adelsfamilie.
Nach dem Abitur am Kant-Gymnasium in Karlsruhe im Jahr 1962 studierte Dietmar von Hoyningen-Huene an der Universität Karlsruhe Ingenieurwissenschaften. 1967 schloss er das Studium mit einem Diplom in der Fachrichtung Verfahrenstechnik ab. 
Nach einer Tätigkeit als Projektingenieur bei der BASF AG (1967–1970) sowie als Leiter der Ingenieurabteilung Deutschland der Firma Koch Engineering in Wichita, Kansas (1970–1972) folgte er 1972 einem Ruf als Professor an die Fachhochschule für Technik (heute: Technische Hochschule Mannheim) und lehrte dort die Fächer Strömungstechnik und Datenverarbeitung. 1981 wurde er zum Prorektor und 1985 zum Rektor der Hochschule gewählt. Dieses Amt bekleidete er bis Ende 2007.
Dietmar von Hoyningen-Huene ist seit 1969 verheiratet mit Dietlind von Hoyningen-Huene geb. Zeidler, zusammen haben sie zwei Kinder.
Dietmar von Hoyningen-Huene ist Mitglied im Rotary-Club Mannheim-Brücke, wo er Präsident des Clubjahres 2009/10 war.

## Mitgliedschaft in Gremien
Seit 1985 ist Dietmar von Hoyningen-Huene Mitglied im Verwaltungsrat der Mannheimer Abendakademie. 
Von 1988 bis 2007 war er Vorsitzender der Rektorenkonferenz der Fachhochschulen in Baden-Württemberg, von 1989 bis 2007 außerdem stimmführendes Mitglied im Senat und der Plenarversammlung der Hochschulrektorenkonferenz (HRK). Von 1990 bis 1991 engagierte er sich als Mitglied der Arbeitsgruppe „Fachhochschulen in den neuen Bundesländern“ des Wissenschaftsrates sowie von 1991 bis 1993 als Mitglied der sächsischen Hochschulkommission. 
Von 1991 bis 2010 saß er im Vorstand des Nordbadisch-Pfälzischen Bezirksverein e. V. des Vereins Deutscher Ingenieure (VDI), von 1995 bis 1998 war er Mitglied der Landeskommission für Wissenschaft und Forschung des Landes Mecklenburg-Vorpommern. 
Weitere Ämter bekleidete er von 1996 bis 1998 als Beratendes Mitglied der Hochschulstrukturkommission Baden-Württemberg sowie von 1999 bis 2002 als Mitglied des Deutschen Akkreditierungsrats. Von 2002 bis 2007 leitete er die Akkreditierungskommission der Akkreditierungsagentur ASIIN. 
Von 2001 bis 2006 war Dietmar von Hoyningen-Huene Mitglied des Bildungsrates Baden-Württemberg.
Seit 2004 ist er Vorsitzender des Trägervereins des Kurpfälzischen Kammerorchesters. 
2006 wurde er in den wissenschaftlichen Beirat des Wissenschaftszentrums Sachsen-Anhalt Lutherstadt Wittenberg e. V. berufen. Seit 2006 ist von Hoyningen-Huene Mitglied des Hochschulrates der Hochschule für Musik und Darstellende Kunst Mannheim. Von 2006 bis 2008 war er Mitglied im Vorstand des Zukunft Metropolregion Rhein-Neckar e. V. (ZMRN e. V.) und ist seitdem aktiv im Kuratorium des Vereins.
Seit 2007 engagiert er sich als Mitglied der Europäischen Akademie der Wissenschaften und Künste, des Hochschulrates der Hochschule Nürnberg sowie des Wissenschaftsbeirats der Metropolregion Rhein-Neckar. 
Seit 2008 ist er Mitglied des Verwaltungsrates des Vereins für Gemeindediakonie und Rehabilitation e. V. sowie Leiter des Kontaktbüros der Stadt Mannheim in Stuttgart. 
Seit 2008 ist er außerdem Mitglied im Aufsichtsrat einiger Unternehmen und seit 2010 schließlich ist er Vorsitzender des Vorstandes der Stiftung Technoseum Mannheim.

## Ehrungen und Auszeichnungen
In Anerkennung seiner hochschulpolitischen Aktivitäten, insbesondere im Zusammenhang mit der Neustrukturierung der Hochschullandschaft in den neuen Bundesländern nach der Wiedervereinigung Deutschlands, wurde Dietmar von Hoyningen-Huene 1994 das Bundesverdienstkreuz am Bande des Verdienstordens der Bundesrepublik Deutschland verliehen. 
1996 erhielt er die Ehrendoktorwürde durch das Institut National Polytechnique de Lorraine Nancy. 
Im Jahre 2001 wurde er mit der Verdienstmedaille des Landes Baden-Württemberg ausgezeichnet, 2002 wurde ihm der Rhein-Neckar-Dreieck Award sowie die Würde eines Ehrensenators durch die Universität Mannheim verliehen. 
2007 wurde Dietmar von Hoyningen-Huene mit dem Bundesverdienstkreuz 1. Klasse geehrt, im selben Jahr mit der Ehrenmitgliedschaft des VDI. 2009 erhielt er den Kurpfalz-Ehrenring.